# Filemone e Bauci visitati da Giove e Mercurio
Filemone e Bauci visitati da Giove e Mercurio è un dipinto eseguito da Rembrandt e conservato nella National Gallery of Art di Washington.
Realizzata nel 1659, è una delle pochissime opere pittoriche del maestro olandese su soggetto mitologico (con le Metamorfosi ovidiane come fonte) e probabilmente la più nota rappresentazione artistica di questo mito.